# Nebalia bipes
Nebalia bipes är en kräftdjursart som först beskrevs av O. Fabricius 1780.  Nebalia bipes ingår i släktet Nebalia och familjen Nebaliidae. Arten är reproducerande i Sverige. Inga underarter finns listade i Catalogue of Life.

## Bildgalleri

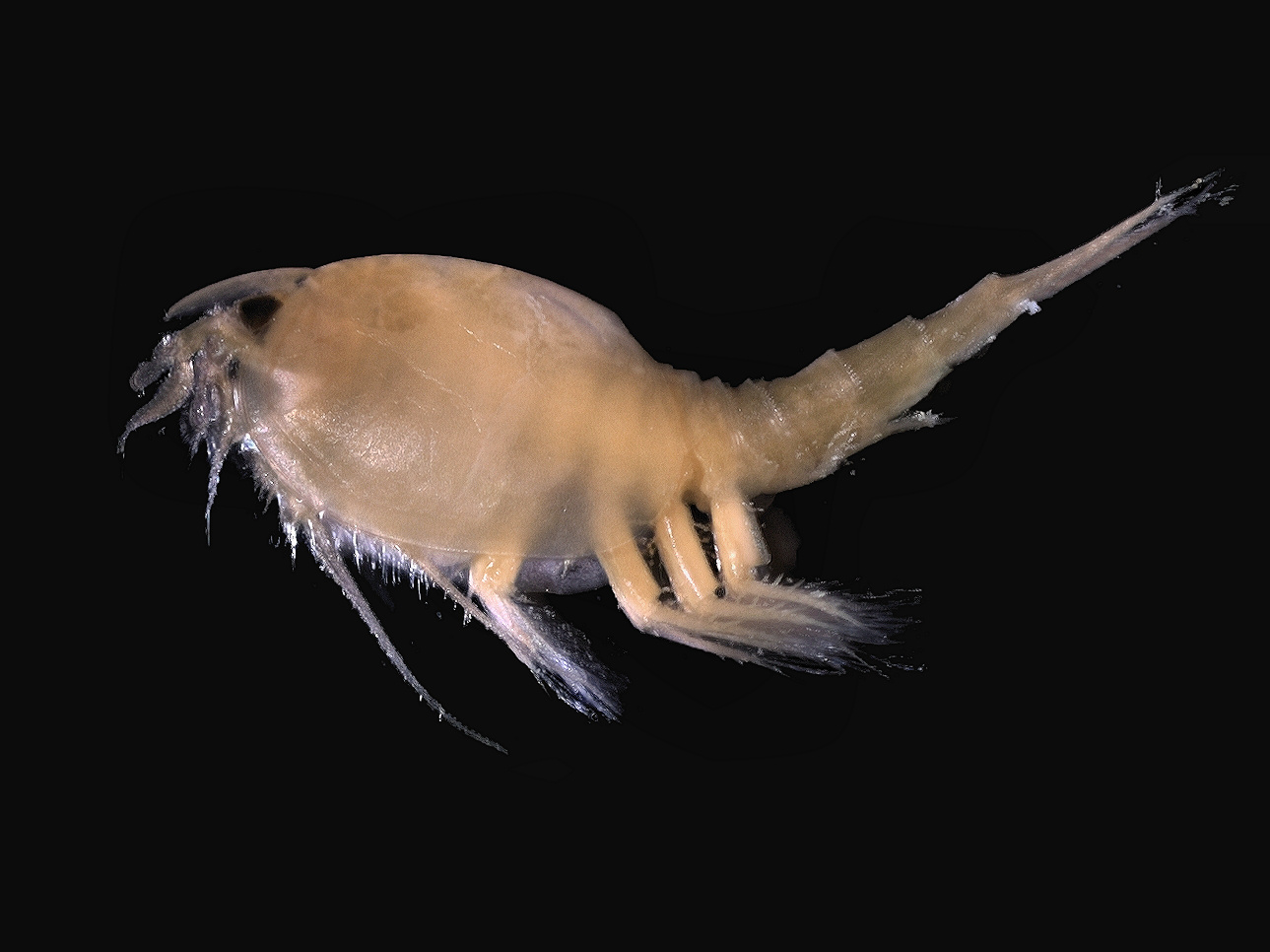